# Libro de la disputa de Raimundo el cristiano y Omar el sarraceno
Libro de la disputa de Ramon el cristiano y Omar el sarraceno (Liber disputationis Raimundi christiani et Homeri Saraceni) es una obra autobiográfica de Ramon Llull escrita en 1308 en Pisa. En ella se documenta el debate entre el filósofo catalán y un filósofo musulmán anónimo, al que Llull llama Homero y de quien no nos ha llegado ninguna otra información, aunque podemos suponer que su nombre real era Omar. Llull presenta el libro como la transcripción reelaborada de la disputa mantenida sobre los dogmas cristianos de la Trinidad y la Encarnación, negados por Omar mediante reducciones al absurdo de tipo escolástico y afirmados por Llull valiéndose de su método demostrativo a priori, llamado demonstratio per aequiparantiam. El libro fue escrito originariamente en árabe durante el cautiverio de Llull en Bugía (Argelia), perdiéndose en el naufragio que sufrió de regreso a Génova. Lo reescribió en latín a Pisa, enviando una copia al Papa Clemente V.